# Stäffelsbergturm

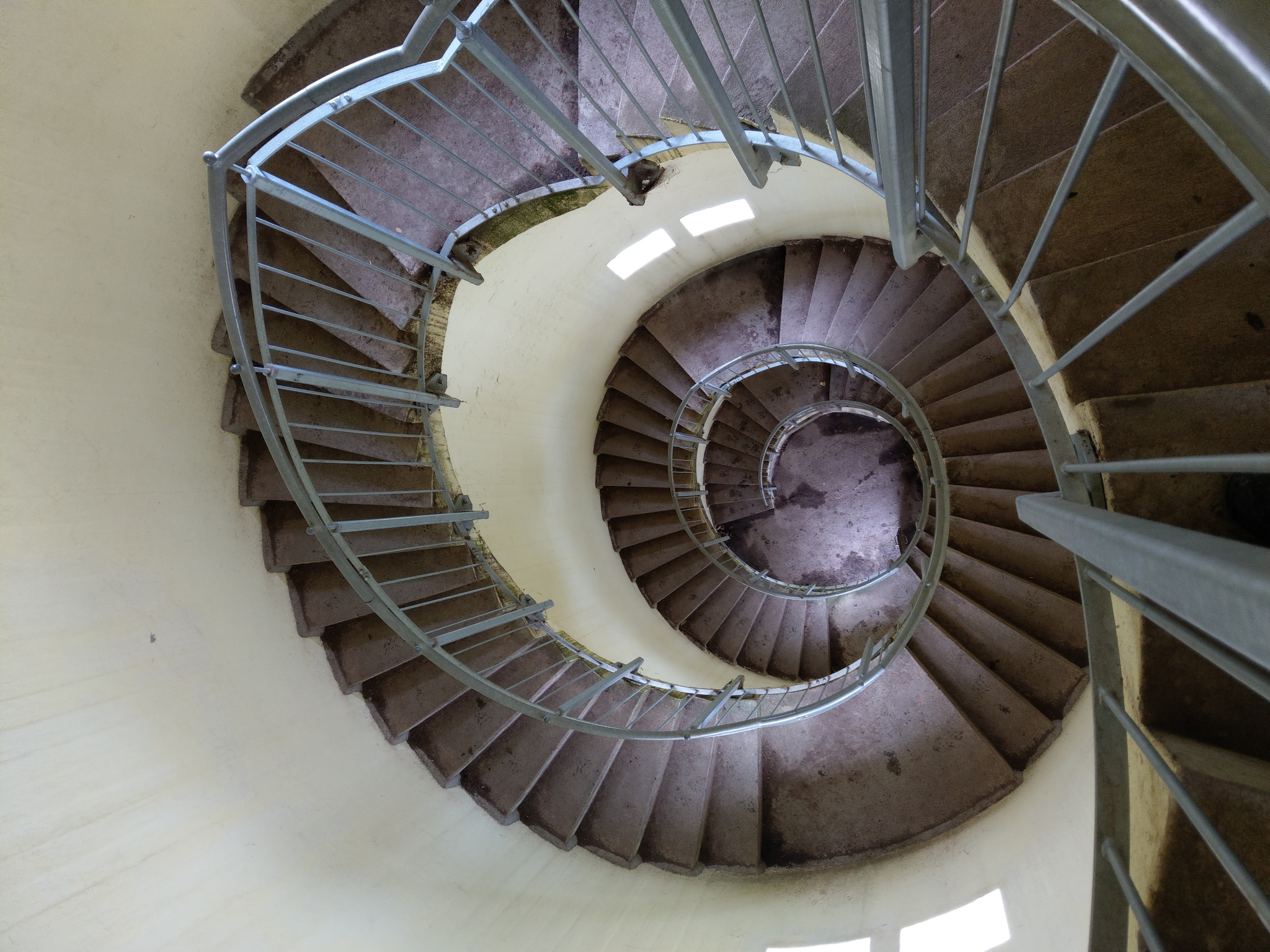
Wendeltreppe im Inneren des Turms

Der Stäffelsbergturm ist ein 24 m hoher Aussichtsturm auf dem im Wasgau liegenden Stäffelsberg (480,8 m ü. NHN) westlich des Ortes Dörrenbach im rheinland-pfälzischen Landkreis Südliche Weinstraße.

## Geschichte
Der heutige Stäffelsbergturm ist bereits der zweite Turm auf dem Stäffelsberg. Im Jahre 1887 wurde auf Initiative des Dörrenbacher Lehrers Joseph Keilriemen und des Verschönerungsvereins Bergzabern ein erster 14 m hoher Aussichtsturm errichtet. Die Baukosten von 1050 Mark wurden durch verschiedene Vereine, Zuschüsse und Spenden gedeckt. 1940 wurde im Zusammenhang mit dem Bau des Westwalls der obere Teil des Turms abgetragen und mit einer festen Beobachtungsstelle für die Artillerie versehen. Am 17. März 1947 wurde er auf Anordnung der französischen Besatzung gesprengt.
Der 1950 gegründete Verein Heimatbund Dörrenbach e.V. regte dann den Wiederaufbau des Stäffelsbergturms an. Nachdem sein Bau 1963 genehmigt wurde, konnte er schließlich am 11. Oktober 1964 eingeweiht werden. In den Jahren 1985 und 2010 erfolgten umfangreiche Sanierungen am Turm. 2010 wurde zudem an der Außenwand die sechsteilige, aus mit Goldstaub patiniertem Stahl bestehende Installation Der goldene Rosenstrauch als Hommage an das Märchendorf Dörrenbach angebracht.

## Beschreibung
Der neue Stäffelsbergturm ist ein in Betonbauweise errichteter Rundturm mit einem Durchmesser von 4,8 m und einer Gesamthöhe von 24 m. Drei Außenstufen führen zur Eingangstür an der Ostseite des Turms. Entlang der Innenwand folgt eine Beton-Wendeltreppe mit 104 Stufen bis zu einer 17,7 m über dem Eingang liegenden Zwischenebene. Von dieser führt eine Metallspindeltreppe mit 16 Stufen zur Aussichtsplattform, die auf 21 m Höhe liegt. Insgesamt sind beim Aufstieg 123 Stufen zu bewältigen. Von der Plattform, an deren Brüstung Orientierungstafeln angebracht sind, bietet sich ein weiter Blick über den Pfälzerwald und den Oberrheingraben bis zum Odenwald und dem Schwarzwald.
Am oberen Teil des Turms sind verschiedene Antennen angebracht, die bis zu eine Höhe von 31,2 m aufragen.